# Смирнов, Александр Александрович (критик)
Алекса́ндр Алекса́ндрович Смирно́в (псевдонимы — Треплев, Аргунин, Александров, Ранский, Репин, Риголетто; 4 июля 1864 года, Коломна — 1943) — русский поэт, прозаик публицист, литературный и театральный критик. Видный общественный деятель Самары начала XX века.

## Биография
Родился в Коломне 4 июля 1864 года. Учился в Петербургском университете. Кандидат прав. После обучения стал нотариусом в Самаре (с 1891 по 1918 гг.), что сделало его одним из самых обеспеченных людей города. Почти четверть века был председателем городской Театральной Комиссии и Самарского отделения Санкт-Петербургского Литературного общества. Заведовал «Залом Александра II» в 1896-1917 гг. Его контора и квартира находились в доме Назарова на Алексеевской площади (ныне ул. Куйбышева, 60 строение 1, затем на ул. Саратовской, Вознесенской (в доме Позерн), в 1908 году – в доме Шабаевой на Алексеевской площади, с 1909 года вновь на ул. Вознесенской (в собственном доме). После установления в Самаре советской власти подвергался гонениям, в том числе несколько месяцев провёл заключении, однако был выпущен благодаря заступничеству семьи Максима Горького.

### Литературная деятельность
В молодости публиковал символистские стихи и очерки под псевдонимами Аргунин, Александров, Ранский, Репин, Риголетто и др.. После выхода пьесы А. П. Чехова «Чайка» взял себе новый псевдоним "Треплев" (по имени главного героя пьесы). Первым опубликовал развёрнутый анализ «Чайки» — статью «Театр душ», фрагменты которой вошли в полное собрание сочинений А. П. Чехова. Сотрудничал с изданиями «Курьер», «Волжский День», «Путь», «Самарская Газета», «Журнал для Всех». Смирнов - автор первой монографической работы об И. А. Бунине (работа не была опубликована при жизни).
В конце 1890-х годов познакомился с Максимом Горьким, с которым работал в «Самарской газете». Ввёл Горького в самарское общество и в дальнейшем был его постоянным критиком. По мнению доктора филологических наук, старшего научного сотрудника Самарского литературно-мемориального музея имени М. Горького Михаила Перепёлкина, Смирнов был одним из тех, кто создал миф о Горьком. Воспоминания Смирнова вошли в сборник «О Горьком — современники» (1928) и другие издания.
Смирнов близко общался с видными деятелями русской культуры начала XX века, среди которых Александр Куприн, Иван Бунин, Фёдор Сологуб, Леонид Андреев, Фёдор Шаляпин, Евгений Яшнов.
Выведен в романе Алексея Толстого «Хождение по мукам» как «известный самарский нотариус Мишин».

### Личная жизнь
Был дважды женат. После смерти жены — Зинаиды Карловны Позерн — женился во второй раз — на Зинаиде Михайловне Славяновой.